# Strongylocoris steganoides
Strongylocoris steganoides är en insektsart som först beskrevs av J. Sahlberg 1875.  Strongylocoris steganoides ingår i släktet Strongylocoris, och familjen ängsskinnbaggar. Enligt den finländska rödlistan är arten nära hotad i Finland. Arten är reproducerande i Sverige. Artens livsmiljö är torra gräsmarker.